# Sainte-Foy-d'Aigrefeuille
Sainte-Foy-d'Aigrefeuille è un comune francese di 2 013 abitanti situato nel dipartimento dell'Alta Garonna nella regione dell'Occitania.

## Società

### Evoluzione demografica
Abitanti censiti